# 수비방해
수비방해란 수비를 하고 있는 내야수나 외야수 등이 벌이는 수비를 고의로 방해하는 행위를 뜻한다.

## 수비방해가 일어났을 때에 나오는 규칙
야구의 규칙에 따르면 내야나 외야에서 수비를 하고 있는 내야수나 외야수 등의 야수들에 수비를 방해해선 안된다는 규칙이 있으며 만약 이를 어길 경우엔 수비방해를 일으킨 타자나 주자는 자동으로 아웃으로 처리가 된다. 만약 이것이 수비방해가 없었을 때에 보살이나 병살이 충분히 가능한 경우였다면 수비방해를 받은 해당 야수에게는 보살이나 병살의 기록이 주어지게 된다.

## 같이 보기
- 야구
- 규칙